# Olinda
Olinda is een gemeente en stad met 390.771 inwoners, gelegen in de deelstaat Pernambuco in het noordoosten van Brazilië. De stad heeft een lange koloniale geschiedenis. Daarbij is ze in 1631 in brand gestoken door de Nederlanders. Tegenwoordig is de stad een toeristische trekpleister. Deels komt dit door het historische centrum, dat als Werelderfgoed vermeld staat op de lijst van UNESCO. Verder trekt de stad veel toeristen door de lokale cultuur, die zich uit in verschillende vormen van muziek en dans, met het carnaval als hoogtepunt. In 2006 was Olinda de Culturele Hoofdstad van Brazilië.

## Geschiedenis[2]

### Ontstaan
In 1534 stelde de Portugese kroon een systeem in waarbij de Braziliaanse kolonie werd opgedeeld in verschillende deelgebieden, die kapiteinschappen werden genoemd. Een van deze kapiteinschappen, waarin de opvolging erfelijk was, was Pernambuco. Dit werd toegewezen aan Duarte Coelho Pereira, een bastaardzoon uit de adel van Noord-Portugal. In 1503 was hij commandant van de Portugese expeditie naar Brazilië. Daarna maakte hij zich voor de Portugezen verdienstelijk tijdens verschillende campagnes in India. Als dank voor zijn diensten kende koning Johan III hem op 10 maart 1534 het kapiteinschap Pernambuco toe.
Coelho was er vooral in geïnteresseerd om in dit gebied suikerrietplantages op te zetten. Bijna een jaar later, op 9 maart 1535, kwam hij met zijn vrouw en een neef in Pernambuco aan, op de oevers van het Canal de Santa Cruz bij het eiland Itamaracá. Nadat hij daar de inheemse bevolking van de Caeté-stam had teruggedrongen, zakte hij de kust af naar het zuiden, op zoek naar een plaats waar hij zijn hoofdstad kon stichten.
Hij kwam terecht bij een strategische plek, gelegen tussen heuvels aan de kust. Deze had overvloedig drinkwater, vruchtbare grond en een natuurlijke haven, beschermd door riffen. Dit gebied werd met name bewoond door de Caetés en de Tabarajas. Zij hadden daar een dorp, dat zij Marim noemden.
Deze stammen waren bondgenoten van de Fransen, die ook interesse hadden in het gebied. Tussen hen leefde echter een Portugees, Vasco Fernandes Lucena genaamd, die getrouwd was met een Tabaraja-vrouw. Hij haalde hen over om partij te kiezen voor de Portugezen. De legende zegt dat hij met zijn zwaard een lijn op de grond trok. Alle Tabarajas die de Fransen trouw bleven, die deze lijn overtrokken, zouden de dood vinden. Vijf van hen staken de lijn over, en zouden gedood zijn door een bliksemschicht. Op deze plaats zou later de Kerk van de Verlosser der Wereld gebouwd zijn.
Onafhankelijk van het waarheidsgehalte van deze legende, lukte het Duarte Coelho in 1535 met behulp van Fernandes Lucena om op deze plaats de nederzetting Olinda te stichten. Ook later heeft hij nog veel strijd tegen de inheemse stammen gevoerd. Hieraan kwam pas een eind toen zijn zwager, Jerônimo de Albuquerque, een verbintenis aanging met de dochter van de cacique van de Tabarajas.

### Naamgeving
Volgens de overlevering was Coelho toen hij voor het eerst op deze plek aankwam, zo onder de indruk dat hij de volgende woorden uitsprak:
Ó linda situação para se construir uma vila!
De vertaling hiervan luidt: "Wat een mooie plek om een stad te bouwen!" De eerste twee woorden van deze uitspraak vormen nu de naam van de stad: Ó linda ("Wat mooi!" in de vrouwelijke vorm.)
Het waarheidsgehalte van deze legende wordt echter betwijfeld. De naam Olinda zou ook kunnen verwijzen naar de vrouwelijke hoofdpersoon in de populaire amadisromans. Ook zou het een verwijzing kunnen zijn naar enkele freguesias in de buurt van Lissabon, met de namen Linda-a-Pastora en Linda-a-Velha.

### Deforalvan Olinda
Op 12 maart 1537 stuurde Coelho de zogenaamde foral naar koning Johan III, een officiële brief, waarin hij de nederzetting Olinda aan de Portugese kroon aanbood. Normaal was zo'n foral een erg formeel document, maar de foral van Duarte Coelho was veel vrijer van stijl. Coelho omschreef het gebied dat door het dorp ingenomen werd, en gaf de begrenzingen ervan aan. Tevens omschreef hij nauwgezet de natuurlijke rijkdommen van het gebied: vruchtbare gronden, overvloedig water, de natuurlijke haven, mangrovebossen en stranden.
Door het schrijven van deze foral verhief Coelho Olinda tot de status van vila (dorp). Hiermee maakte Olinda officieel deel uit van het bestuur van het Portugese rijk. De datum 12 maart 1537 wordt daarom gezien als de stichtingsdatum van Olinda. De stichting wordt nog elk jaar gevierd.
In 1550 was de gemeenteraad deze foral kennelijk kwijtgeraakt, want ze vroeg Coelho een nieuwe versie. Tijdens de verwoesting door de Nederlanders raakte het document verloren. De tekst dook echter weer op in 1654 in het klooster van Sint-Benedictus.

### Olinda onder Duarte Coelho
Coelho begon meteen met het opzetten van de suikerindustrie. Hij trok specialisten uit Madeira aan, die hem hielpen de productie te moderniseren. Voor de financiering trok hij Joods kapitaal aan. Om het zware werk te verrichten, liet hij slaven overkomen uit Guinee. Om het vervoer te garanderen, bedwong hij de São Francisco. Verder legde hij versterkingen aan om de haven van Olinda te kunnen verdedigen.
Op deze manier maakte hij van Olinda een welvarende nederzetting. Door de suikerproductie, en ook door de extractie van brazielhout, verkreeg de stad een zo grote rijkdom dat ze Lissabon naar de kroon stak.
In 1554 vertrok Duarte Coelho ziek naar Portugal, waarbij hij het regentschap over Pernambuco overliet aan zijn vrouw, Britas de Albuquerque. Na zijn dood op 7 augustus van datzelfde jaar werd hij opgevolgd door zijn zoons: eerst door Duarte Coelho de Albuquerque en daarna door diens broer Jorge. Deze laatste werd weer opgevolgd zijn zoon, Duarte de Albuquerque Coelho.

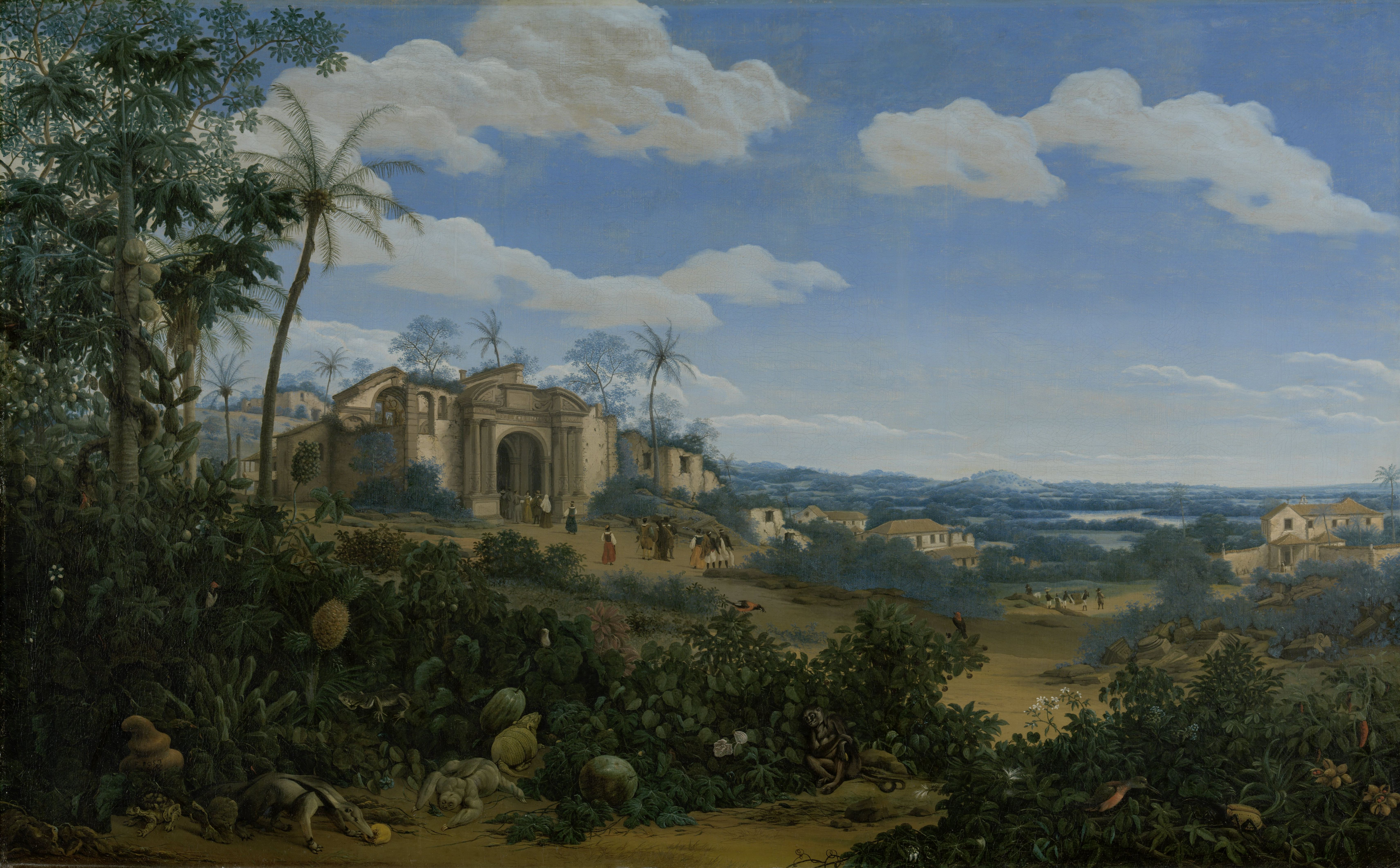
Gezicht op Olinda
(1662), Frans Post, Rijksmuseum

### Religieuze gemeenschappen
Er vestigden zich verschillende religieuze gemeenschappen in Olinda. Dezen hielden zich in het begin vooral bezig met het evangeliseren van de inheemse bevolking. Zij hadden een grote invloed op de ontwikkeling van het dorp. In de eerste plaats op de architectuur, door de vele kerken, seminaries en kloosters die zij er bouwden. Maar ook hadden zij invloed op de sociaal-politieke ontwikkeling van Olinda.
De volgende gemeenschappen vestigden zich in de 16e eeuw in Olinda:
- Karmelieten (1580)
- Jezuïeten (1583)
- Franciscanen (1585)
- Benedictijnen (1586)

### De Nederlanders

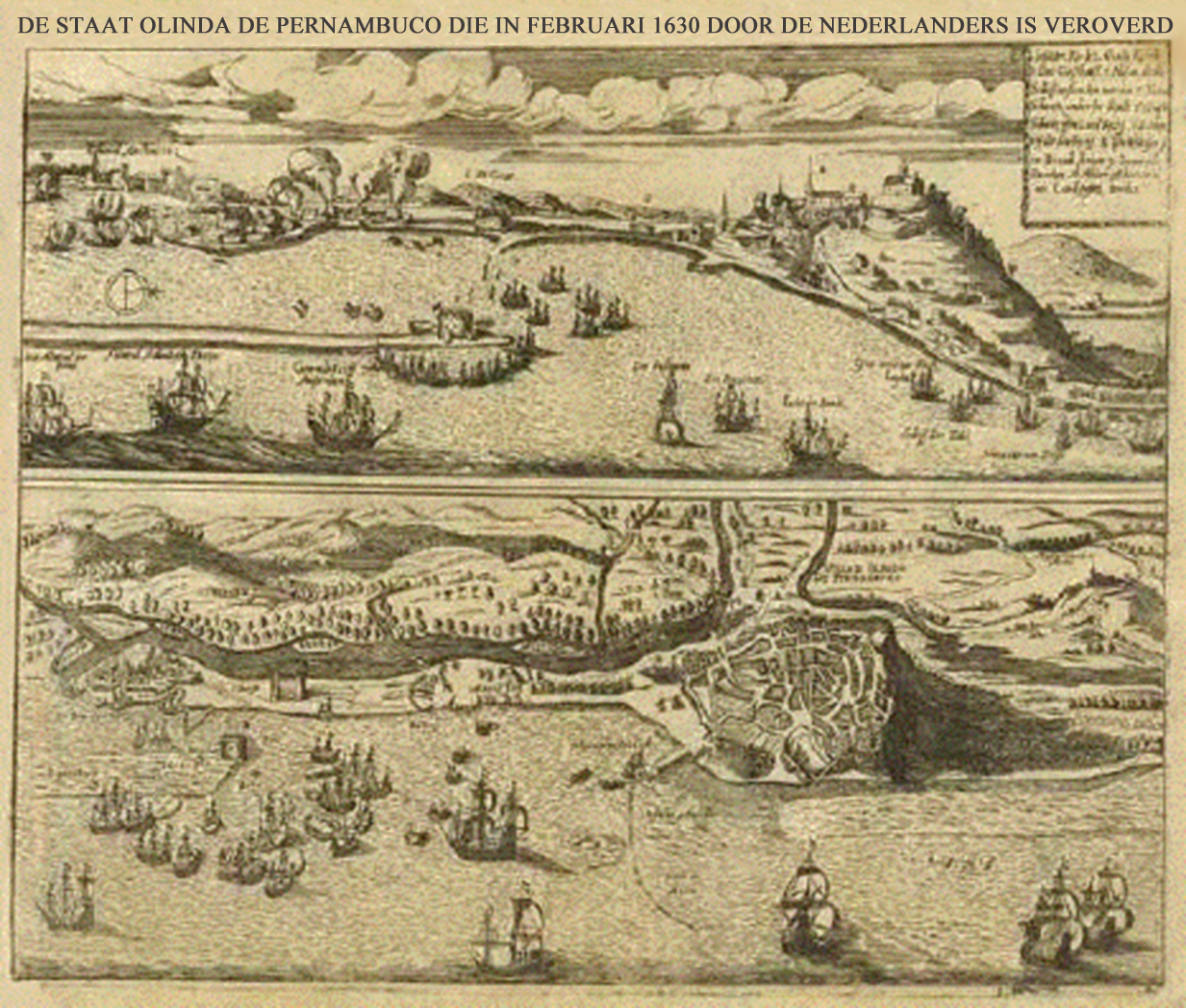
Kaart van de verovering van de Nederlanders

Op 16 februari 1630 namen de Nederlanders onder leiding van kapitein-generaal Hendrick Lonck de stad in als onderdeel van Nederlands-Brazilië. Na de verovering stelden zij eerst een voorlopige regering in. Op 11 maart werden er een Hoge Raad en een gouverneur ingesteld.
De Nederlanders besloten om hun hoofdstad niet in Olinda te vestigen maar in het nabijgelegen Mauritsstad (het huidige Recife). Zij haalden daarop de rijkdommen uit Olinda weg, en staken de stad op 24 november 1631 in brand.
Opmerkelijk is dat deze verwoesting in 1629 al voorspeld was door de Dominicaanse broeder Antônio Rosado. In zijn vastenpreek trok hij van leer tegen het moreel verval van de stad:
Het verschil is maar één letter, maar Olinda wordt begeerd door Holland (Olanda), en door Holland zal Olinda in de as gelegd worden. Waar de gerechtigheid zozeer ontbreekt op aarde, zal de gerechtigheid van de hemel niet lang op zich laten wachten.

### Herstel

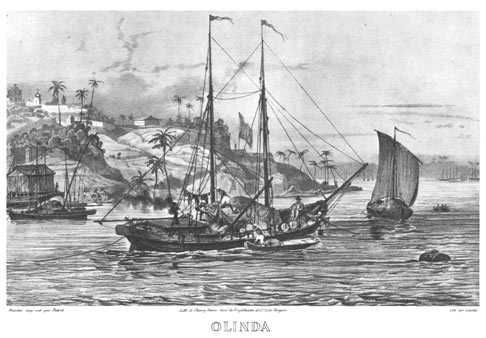
Blik op Olinda (18e eeuw)

Nadat de Nederlanders in 1654 vertrokken, bestond het centrum van Olinda lange tijd uit de ruïnes van de huizen die verwoest waren door de brand. Tot halverwege de 19e eeuw was de belangrijkste activiteit in het centrum de landbouw, die tussen deze puinhopen werd bedreven. Het belang van Olinda bleef beperkt: de stad bleef in de schaduw staan van Recife, dat van groter belang voor de handel was. Toch kreeg Olinda op 16 november 1676 stadsrechten.
Het eerste herstel begon toen in 1830 een rechtenfaculteit in Olinda gevestigd werd. In diezelfde periode begonnen artsen in Recife het baden in zee aan te raden, vanwege de positieve effecten op de gezondheid. Mede hierdoor ontwikkelde Olinda zich tot een belangrijke badplaats voor de rijke inwoners van Recife. Dit werd nog versterkt toen een treinverbinding met Recife werd aangelegd. In het begin van de 20e eeuw werd deze vervangen door een elektrische tram, en later door busvervoer.
De rijke badgasten huurden eerst alleen badhuisjes in Olinda tijdens het hoogseizoen. Later gingen zij er meer permanent wonen, en kochten zij verwoeste panden in het centrum op. Zij herstelden de gevels in de oude staat, maar voorzagen de huizen verder van de gemakken van de 19e eeuw. Hierdoor ontstond het huidige stadsgezicht van Olinda. De meeste karakteristieke gevels die nu in het historisch centrum te zien zijn, zijn dus 19e-eeuwse reconstructies van huizen uit de vroeg-koloniale periode.

## Metropool Recife
Het centrum van Olinda ligt op slechts 6 kilometer afstand van Recife. Administratief maakt Olinda dan ook deel uit van de metropool Recife. Toch heeft met name het historisch centrum een merkbaar andere sfeer. Langs de grote weg wordt Olinda van Recife gescheiden door een moerasgebied, een winkelcentrum (Shopping Tacaruna), een conferentiecentrum (Centro de Convenções), een marinebasis en een wetenschapspark voor kinderen. Verder landinwaarts lopen de wijken van Olinda en Recife geheel in elkaar over.

## Aangrenzende gemeenten
De gemeente grenst aan Paulista en Recife.

## Wijken
Modern Olinda bestaat uit de volgende wijken:
| - Águas Compridas - Aguazinha - Alto da Bondade - Alto da Conquista - Alto da Mina - Alto da Nação - Alto do Sol Nascente - Alto Novo Olinda - Amaro Branco - Amparo - Bairro Novo - Bonsucesso - Bultrins - Caenga |  | - Caixa d'Água - Carmo - Casa Caiada - Cidade Tabajara - Córrego do Abacaxi - Guadalupe - Jardim Atlântico - Jardim Brasil I t/m V - Jardim Fragoso - Jardim Santa Rita - Jatobá - Loteamento Tamandaré - Monte - Ouro Preto |  | - Passarinho - Peixinhos - Rio Doce - Salgadinho - Sapucaia - Santa Casa - Santa Tereza - São Benedito - Sétimo R.O. - Sítio Novo - Umuarama - Varadouro - Vila Popular |

## Sociaal-economisch
Olinda heeft een Human Development Index van 0,792. Dit getal verbergt echter de grote verschillen tussen het historische centrum, waar veel rijke mensen wonen, en de arme wijken daaromheen. In deze wijken is er een gebrek aan sociale voorzieningen, scholing en vooral arbeidskansen voor jongeren.
Een van de meest zichtbare gevolgen van deze problematiek, is het voorkomen van criminaliteit. Hoewel het historische centrum relatief veilig is, met name door de alomtegenwoordige Toeristenpolitie, staan de buitenwijken bekend als gewelddadig. In de lijst van gewelddadigste steden van Brazilië neemt Olinda dan ook meestal de eerste of de tweede plaats in.
In de wijken bestaan verschillende plaatselijke organisaties, die hier iets tegen proberen te doen. Zij geven de jongeren scholing, helpen hen om zich te organiseren en voeren kunstzinnige activiteiten met hen uit. Zo proberen zij de jongeren te helpen een betere toekomst voor zichzelf te bewerkstelligen. Ook beogen zij hiermee een ander beeld van de wijk te geven. Sommige van deze activiteiten worden ondersteund door ontwikkelingsorganisaties vanuit België en Nederland.

## Cultuur

### Schilderkunst
In veel van de karakteristieke huizen in het historisch centrum zijn schilderateliers ingericht. Vaak zijn deze ateliers bij de kunstenaars thuis ondergebracht. Bijzonder is dat men vaak door het open raam vanaf de straat de kunstenaar aan het werk kan zien. Elk jaar in november vindt het festival Arte em Toda Parte ("Kunst Overal") plaats, waarbij men in de hele stad kunst kan aantreffen.

### Muziek
Verder wordt er veel forró gespeeld, en ook de meeste moderne muziekstromingen. Ook wordt elke vrijdagavond een serenade (seresta) gehouden. Hierbij trekt een bandje door de straten van het Historisch Centrum, waarbij volksliederen worden gespeeld op klassieke instrumenten. Een grote groep mensen trekt zingend met dit bandje mee.
Verder zijn er uitvoeringen van klassieke muziek, met als hoogtepunt het jaarlijkse festival Mostra Internacional de Música em Olinda ("Internationale Muziekuitvoering in Olinda")

### Zwart bewustzijn
In Olinda is een sterke beweging van het zwart bewustzijn. Aanhangers van deze beweging proberen de Afro-Braziliaanse cultuur te promoveren, onder andere door optredens en door het geven van voorlichting op scholen. Hierdoor is er een veelvoud aan ritmes te beluisteren: Afoxé, Coco, Batucada. Ook kan men regelmatig Capoeira tegenkomen: zowel de escola de angola als de escola regional (op de Alto da Sé).

### Carnaval

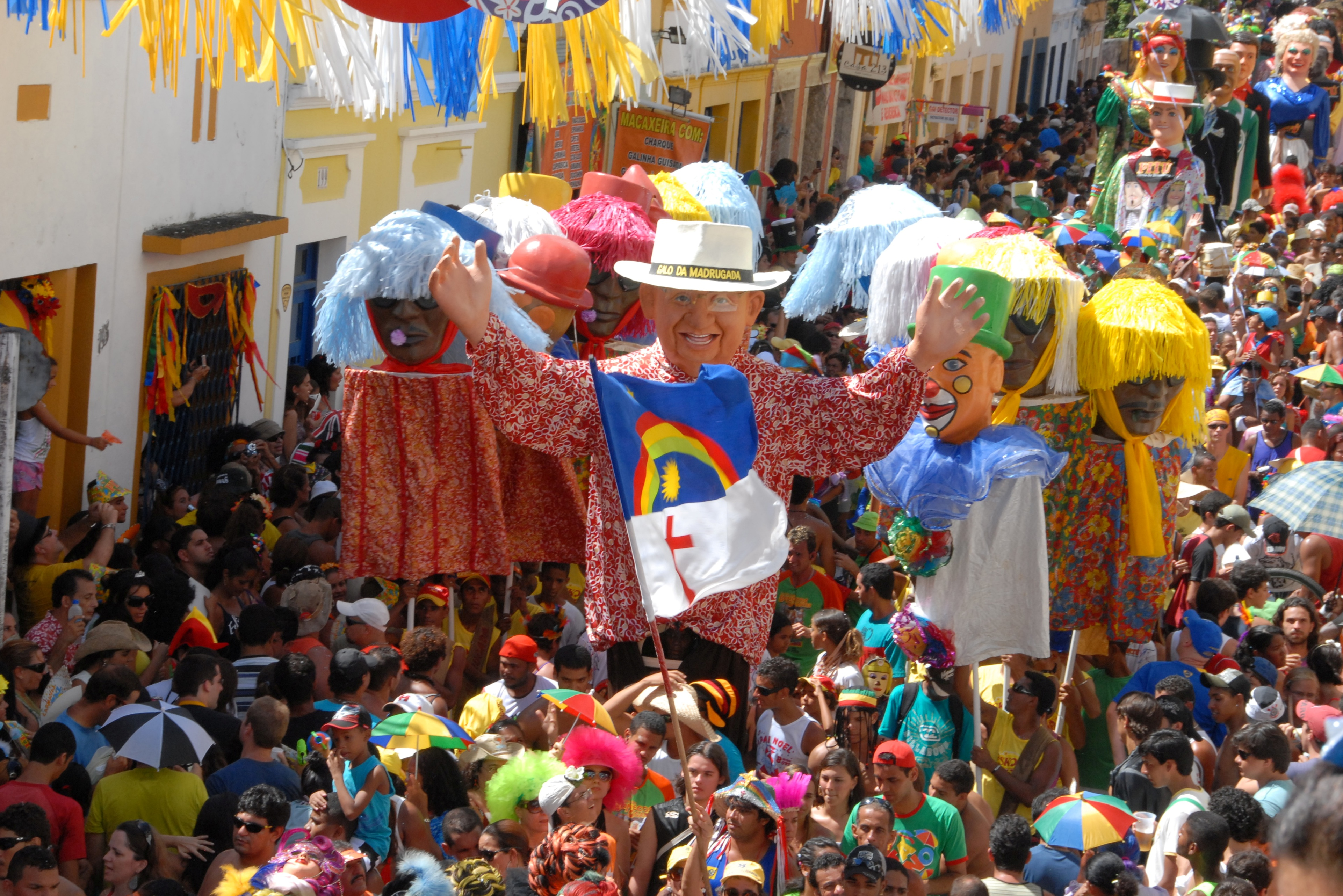
Carnaval in Olinda, 2006

Het absolute hoogtepunt van de cultuur van Olinda is het carnaval. Samen met dat van Rio de Janeiro, Salvador en het nabijgelegen Recife wordt dit beschouwd als een van de beste in Brazilië.
Tijdens carnaval dansen grote drommen mensen door de straten van de stad, achter verschillende bandjes aan die frevo spelen. Anders dan in andere steden zijn het geen strak georganiseerde blokken, dus ook buitenstaanders kunnen gemakkelijk meelopen en -dansen.
Specifiek voor het carnaval van Olinda zijn de drie meter hoge poppen van papier-maché, die onderin door een persoon gedragen worden. Vroeger beeldden deze poppen vooral figuren uit de plaatselijke folklore uit, maar tegenwoordig wordt er ook vaak satire op actuele politieke situaties mee bedreven. Verder zijn er tijdens het carnaval uitvoeringen van maracatu.

### Werelderfgoed
In 1982 is het historisch centrum van Olinda door de UNESCO uitgeroepen tot Werelderfgoed. Dit betekent onder andere dat het stadsgezicht beschermd is.

### Culturele Hoofdstad
Sinds 2006 wordt elk jaar de Culturele Hoofdstad van Brazilië verkozen. Olinda is uitgekozen als eerste Culturele Hoofdstad van Brazilië, voor het jaar 2006. Dit betekent dat er aan promotie gedaan wordt op cultureel en toeristisch gebied. Ook komt er extra geld vrij voor culturele projecten. In 2007 zal de stad opgevolgd worden door São João del Rei in de deelstaat Minas Gerais.

## Bezienswaardigheden

### Toerisme algemeen

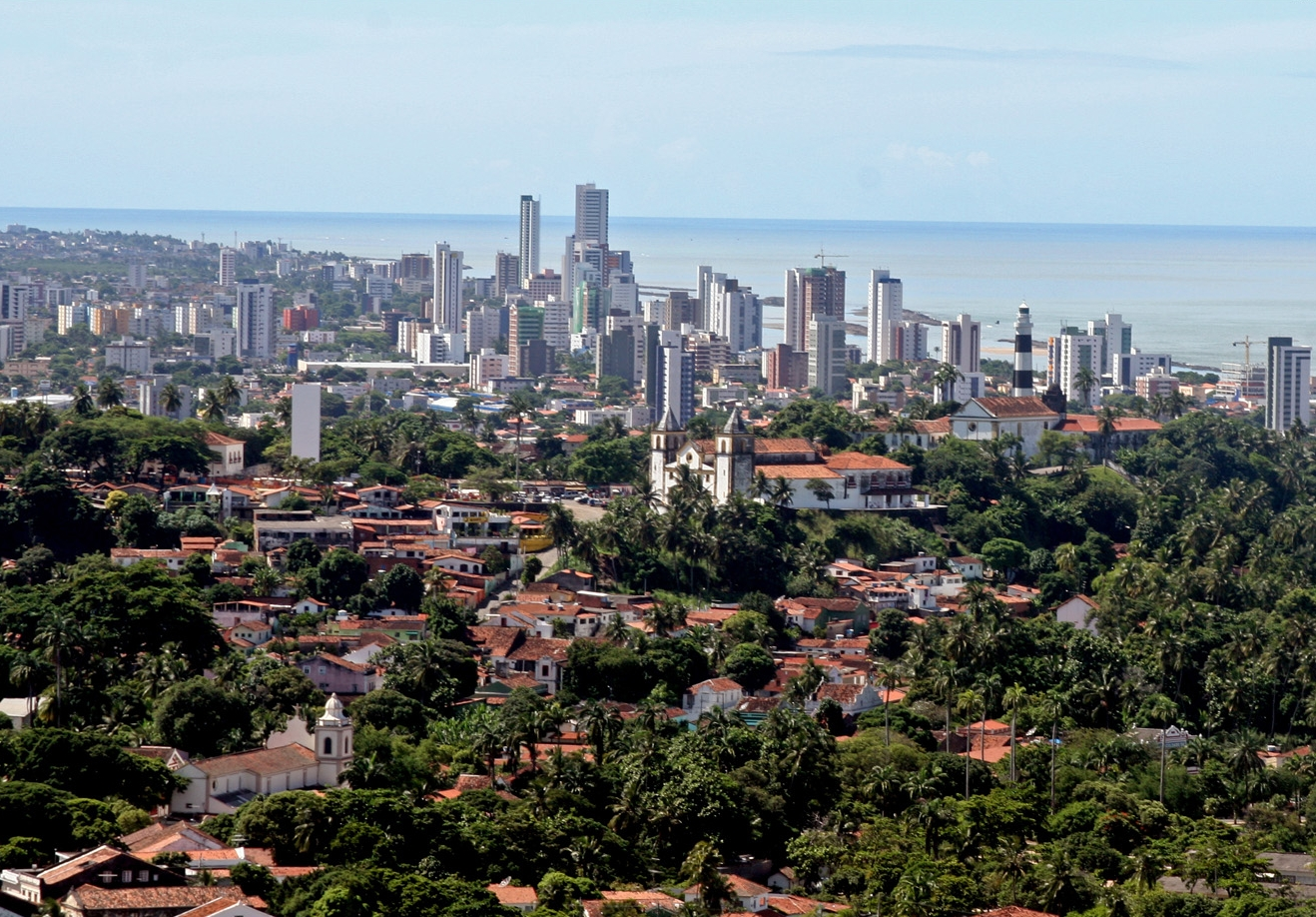
Uitzicht vanaf Alto da Sé

Hoewel Olinda veel bezienswaardigheden heeft, trekt de stad relatief weinig toeristen. Dit komt vooral doordat Olinda, hoewel aan zee gelegen, niet echt een strand heeft. In de omgeving zijn wel stranden, maar deze zijn op ongeveer een uur afstand van het stadscentrum te vinden. Daarom is Olinda een minder voor de hand liggende strandbestemming dan bijvoorbeeld Fortaleza of Natal. Wellicht is Olinda hierdoor echter juist aantrekkelijker voor het type toerist dat wat afstand wil nemen tot het massatoerisme.
In het historische centrum is overal de Toeristenpolitie zichtbaar aanwezig in felgekleurde auto's. Mede hierdoor is het centrum relatief erg veilig. Wel zijn er op de vele kunstgaleries na weinig winkels te vinden, en is er bijvoorbeeld geen geldautomaat. Voor sommige praktische zaken zal men dus in het nabijgelegen Recife terecht moeten.

### Historisch centrum
Het historische centrum bestaat uit twee gedeelten. Het eerste is een laaggelegen wijk met smalle keienstraten en gekleurde gevels, dat tegen de zee aan ligt. Het tweede is de heuvel Alto da Sé, van waaruit men een prachtig uitzicht heeft over de kust tot aan de stad Recife. De meeste bezienswaardigheden zijn op deze twee plaatsen te vinden.

### Kerken en kloosters

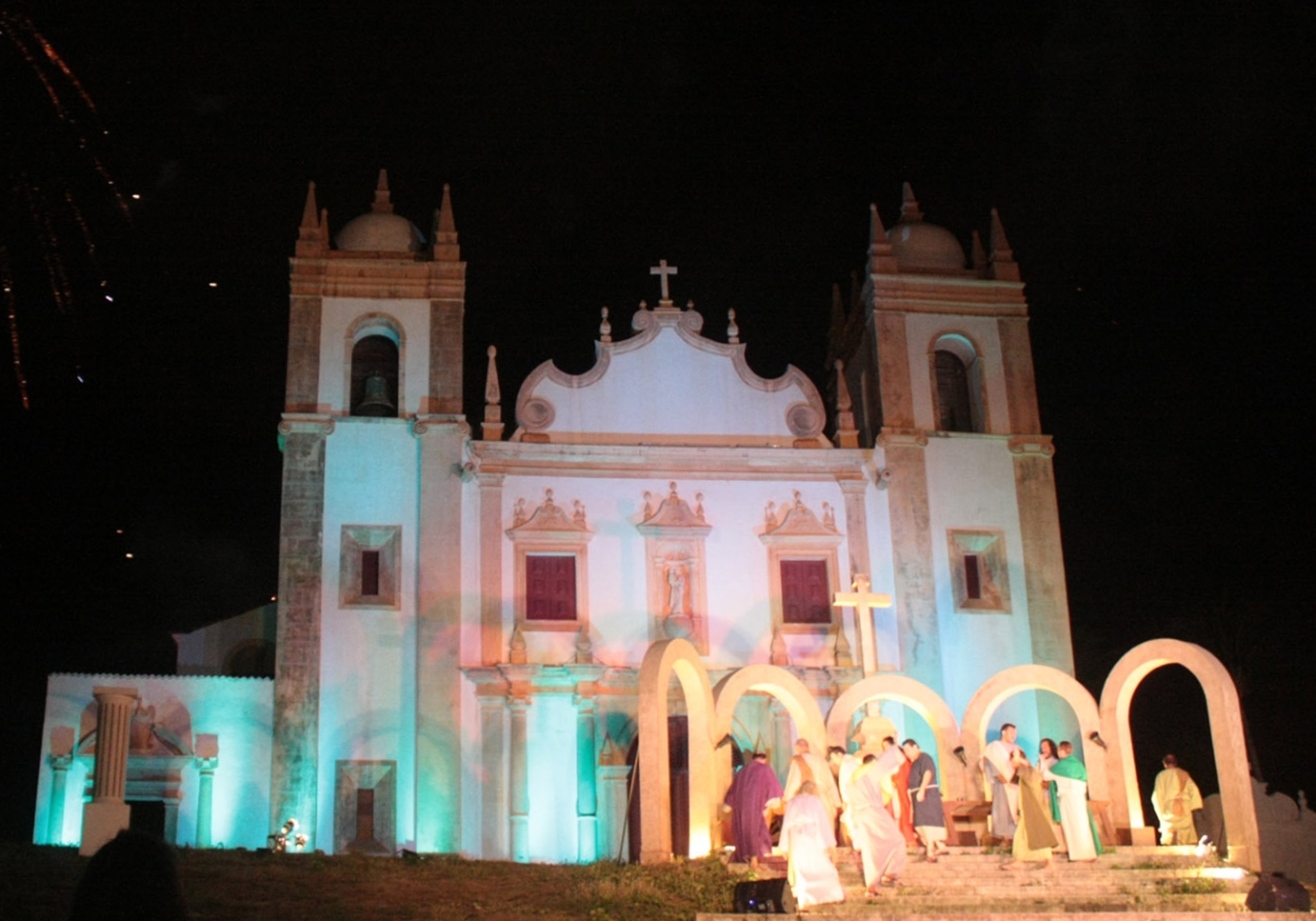
Kerk van Sint-Antonius van de Karmel

- Kerk van Sint-Antonius van de Karmel (Igreja de Santo Antônio do Carmo), gesticht door de Karmelieten. Fraai gelegen op een met gras begroeide heuvel in het centrum van de stad. Gebouwd tussen 1580 en 1620, met een gevel in koloniale renaissance-stijl. Het altaarstuk bevat drie nissen met daarin de patroonheilige Sint-Antonius, omgeven door de profeten Elia en Elisa.
- Klooster van Sint-Franciscus, Kerk van Onze-Lieve-Vrouwe ter Sneeuw en Kapel van Sint-Rochus (Convento de São Francisco, Igreja de Nossa Senhora das Neves e Capela de São Roque). Het oudste Franciscanerklooster in Brazilië, gebouwd in 1585. Verwoest door de Nederlanders in 1631, en in de 18e eeuw weer opgebouwd. Voor de kerk staat een kruis, opgetrokken uit stenen uit de riffen van Olinda.
- Basiliek en Klooster van Sint-Benedictus (Basílica e Mosteiro de São Bento), gebouwd in de 16e eeuw en verwoest door de Nederlanders in 1631. Opnieuw opgebouwd in verschillende stijlen. Het altaarstuk, van hout bekleed met bladgoud, laat de beeltenis van Sint-Benedictus zien, gezeten op een troon. In de sacristie laten panelen en rijk beeldhouwwerk het leven van deze heilige zien.
- Kerk van de Verlosser der Wereld (Igreja do Salvador do Mundo, beter bekend als Igreja da Sé), gelegen op de heuvel van Alto da Sé. Opgericht in 1540, eerst in leem. In 1584 opnieuw opgebouwd in steen, waarbij er een aantal kapellen rond de kerk gebouwd zijn. De Nederlanders hebben het gebouw een tijd als protestantse kerk gebruikt, en beschadigden het tijdens de brand van 1631. In 1674 werd de kerk verheven tot bisschopszetel, maar ze werd pas als zodanig ingewijd in 1714. Later is de bisschopszetel verplaatst naar Recife.
- Seminarie van Olinda en Kerk van Onze-Lieve-Vrouwe van Gratie (Seminário de Olinda e Igreja Nossa Senhora da Graça). Gesticht door Coelho in 1535 op het hoogste punt van Olinda. Hij bood het als hermitage aan aan de Augustijnen. Deze arriveerden echter niet in Brazilië, waarna de Jezuïeten het in 1551 overnamen. De kerk is geïnspireerd op de Sint-Rochuskerk in Lissabon. Het complex liep schade op tijdens de brand van 1631, maar is daarna weer door de Jezuïeten in gebruik genomen. Toen deze in 1760 uit Brazilië verdreven werden, kwam het complex in handen van de bisschopszetel. Deze maakte er in de 19e eeuw een seminarie van.
- Kerk en klooster van Onze-Lieve-Vrouwe Onbevlekte Ontvangenis (Igreja e Convento de Nossa Senhora da Conceição). In onbruik geraakt tijdens de Nederlandse invasie, maar later in gebruik genomen als opvanghuis voor verlaten vrouwen. De kerk bevat een barok beeld van Onze-Lieve-Vrouwe Onbevlekte Ontvangenis.
- Kerk van de Barmhartigheid (Igreja da Misericórdia). In 1630 geplunderd door de Nederlanders en een jaar later in brand gestoken. De kerk bevat bijzonder houtsnijwerk.
- Kerk van Onze-Lieve-Vrouwe van de Ondersteuning (Igreja Nossa Senhora do Amparo). Opgericht tussen 1550 en 1560 door vrijgezelle jongemannen en musici. Gedeeltelijk verwoest in 1631, en opnieuw opgebouwd in 1664. Op de zijaltaren worden op twee houten panelen Christus en Sint-Cecilia uitgebeeld.

### Musea
- Museum voor Eigentijdse Kunst (Museu de Arte Contemporânea). Gehuisvest in een 18e-eeuws gebouw dat eerst bedoeld was als kerker voor het bisschopspaleis. Hierin werden mensen opgesloten die gezondigd hadden tegen het katholieke geloof.
- Museum voor Gewijde Kunst (Museu de Arte Sacra). In een gebouw uit 1676 dat eerst de Senaatskamer van Olinda huisvestte, en daarna bisschoppelijk paleis was.
- Regionaal Museum van Olinda (Museu Regional de Olinda). Bevat onder andere het bisschoppelijke altaar uit de 17e eeuw.

### Overig

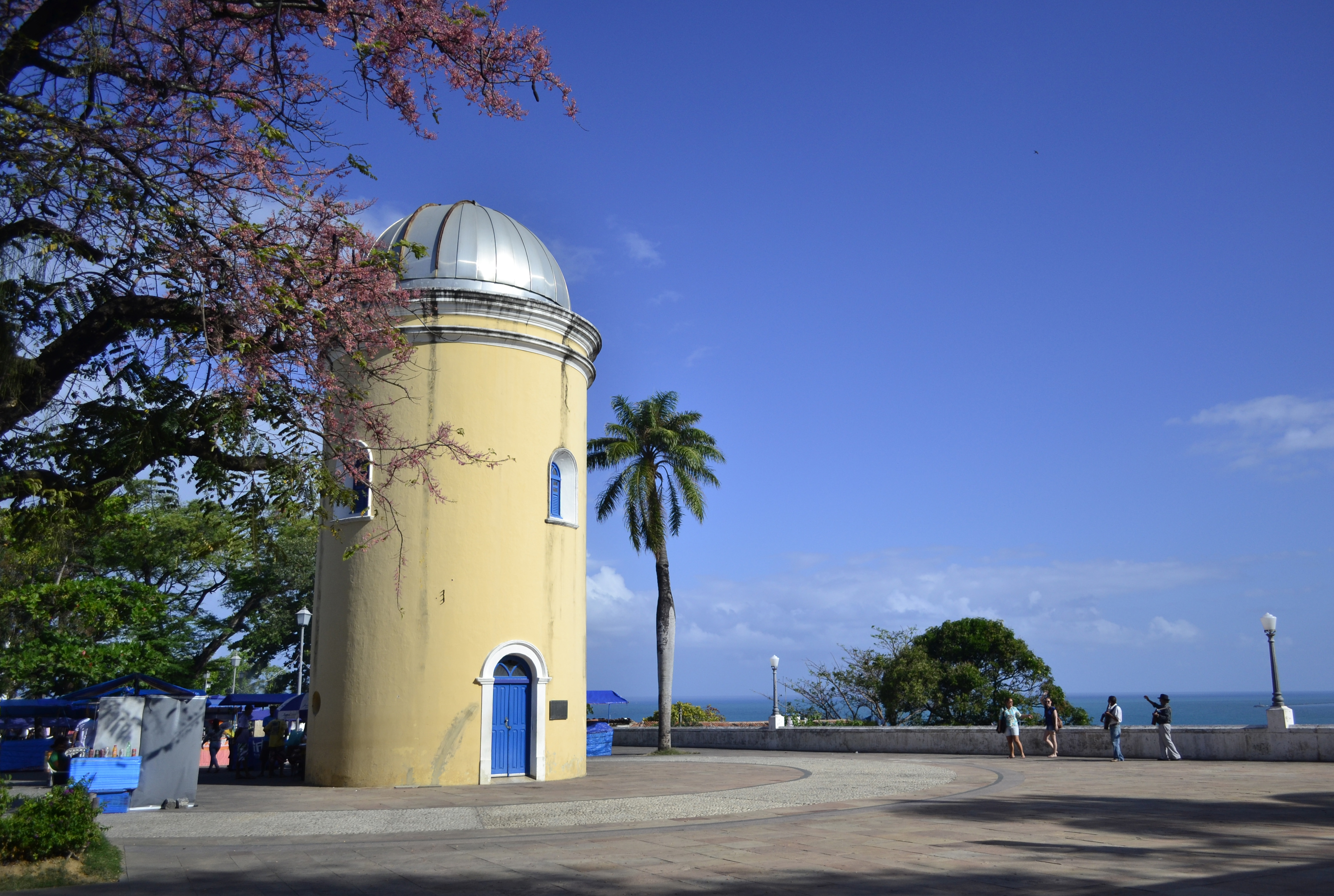
Meteorologisch Observatorium

- Huis van de Poppen (Casa das Bonecas). Hier worden grote poppen van papier-maché gemaakt die tijdens carnaval worden meegedragen.
- Markt van Ribeira (Mercado da Ribeira). Overdekte markt, gebouwd rond 1800. Tegenwoordig zijn er kunst- en souvenirwinkels gehuisvest.
- Meteorologisch Observatorium (Observatório Meteorológico). Karakteristiek gebouw op een van de hoogste punten van Olinda.
- Vuurtoren (Farol). De eerste vuurtoren werd voor het eerst aangestoken in 1872. De huidige vuurtoren is de tweede, en dateert uit 1941.

## Onderwijs
Het huidige onderwijssysteem van de gemeente Olinda bestaat uit:
- 167 kleuterscholen (39 publiek, 128 privaat)
- 247 basisscholen (116 publiek en 131 privaat)
- 52 middelbare scholen (28 publiek en 24 privaat)
- 9 scholen voor hoger onderwijs (9 privaat)

## Gezondheidszorg
De gemeente Olinda heeft 95 gezondheidsinstellingen (50 publiek, 45 privaat) met een totaal van 364 bedden, 690 artsen en 126 personen verplegend personeel.

## Vervoer
Voor het vervoer op langere afstand is men afhankelijk van de Metropool Recife. Verbindingen zijn via het busstation van Recife (Rodoviária do Recife, Terminal Integrado de Passageiros), of via het vliegveld (Aeroporto Internacional do Recife Guararapes – Gilberto Freyre).
Olinda ligt aan de BR-101 (Rota do Sol: "Route van de Zon") die langs de gehele oostkust van Brazilië loopt. Verbindingen met Recife zijn via deze weg, die plaatselijk Avenida Agamenon Magalhães heet, of via de Avenida Beberibe.
Vanaf het Praça do Carmo in Olinda zijn er frequente busverbindingen naar Recife. De meeste bussen vanuit Recife naar Olinda vertrekken aan het Parque 13 de Maio. Uiteraard rijden er ook taxi's tussen beide steden. Verder heeft Olinda stadsbussen, en minibusjes, die met een speciale ontheffing van het stadsbestuur opereren.

## Geboren in Olinda
- Antônio José da Silva Filho, "Biro-Biro" (1959), voetballer
- Chico Science (1966-1997), zanger
- Kaio Jorge (2002), voetballer